# エオティタノスクス
エオティタノスクス (Eotitanosuchus) は、約2億6700万年前のペルム紀中期に生息した、大型肉食単弓類の絶滅した属。単弓綱 - 獣弓目 - 獣歯類 - エオティタノスクス科に属する。学名は、「夜明けの巨大なワニ」。

## 特徴
発見された標本は頭骨のみであるので、その身体の特徴までは不明である。がっちりした作りの頭骨は縦に長く、鼻孔の位置は高い。これにより、半水性であったという説もある。顎には長い犬歯を持っていた。水中に潜み、この犬歯で水辺に近づく生物を不意打ちし、捕食していたといわれる。
大きさに関しては、復元された頭蓋は33cm。ただしこれは若い個体のものであったともいわれる。ロシアのイシューボから発見された近縁種のイヴァントサウルス（en:Ivantosaurus）の化石では断片的な上顎には20cm以上の巨大な犬歯がついており、頭蓋長は推定で1mにもなるという。この種はエオティタノスクスの大型個体であるという説もある。全長に関しては、もしその体型がゴルゴノプス型であるのならば約6m、ビアルモスクスの様に長い尾を持つのならば7~8mといわれている。だが、これは推測の域を出るものではない。

## 分布
ヨーロッパ・ロシアの第二帯から数体分の頭骨が化石が産出している。

## 独自性
エオティタノスクスは、より小型の獣弓類ビアルモスクスと同属なのではないかとする説がある。もし本当であれば、エオティタノスクス属は消滅し、代わってビアルモスクスが史上最大級の肉食性獣弓類となるが、詳しい事は不明。